# Thyridota dispar
Thyridota dispar är en insektsart som beskrevs av Boris Petrovich Uvarov 1925. Thyridota dispar ingår i släktet Thyridota och familjen gräshoppor. Inga underarter finns listade i Catalogue of Life.